# Asociación de Bibliotecas Médicas de Japón
La Asociación de Bibliotecas Médicas de Japón (日本医学図書館協会 Nihon Igaku Toshokan Kyōkai?, en inglés: Japan Medical Library Association o JMLA por sus siglas en inglés) es una organización sin ánimo de lucro de profesional de bibliotecas médicas en Japón. Su objetivo principal es proveer formación a los bibliotecarios médicos y facilitar los préstamos interbibliotecarios.

## Historia
En 1927 los bibliotecarios de las Universidades de Niigata, Okayama, Chiba, Kanazawa y Nagasaki fundaron esta organización como la Asociación de Bibliotecas de Facultades de Medicina. En 1954 esta asociación adoptó su denominación actual. Con el tiempo, todas las facultades de medicina importantes y varias instituciones odontológicas y de investigación se unieron a la asociación.
Uno de los primeros objetivos de la Asociación de Bibliotecas Médicas de Japón fue establecer un sistema de préstamos interbibliotecarios. La asociación publicó su primer catálogo unificado de revistas médicas en 1931. En la década de 1940 recibió capacitación y apoyo profesional de las bibliotecas médicas de Estados Unidos. La Asociación también ha ofrecido cursos de educación permanente desde 1956.
Sin embargo, en un estudio sobre las bibliotecas de las facultades de medicina de Japón que Estelle Brodman realizó en 1962, Brodman descubrió que las colecciones de las bibliotecas departamentales eran más grandes que las colecciones de las facultades, y que los bibliotecarios no tenían permitido seleccionar libros. Otros bibliotecarios señalaron que los profesores de las facultades de medicina no confiaban en los bibliotecarios para la selección de libros para sus bibliotecas porque no estaban suficientemente capacitados como bibliotecarios, por lo que pugnaban por el desarrollo de más institutos de bibliotecología de nivel terciario. Las bibliotecas médicas crecieron y mejoraron durante las décadas de 1960 y 1970.
La Asociación creó un curso de «Profesional de la información en ciencias de la salud» en 2004.

## Organización y actividades
La Asociación se organiza en 8 divisiones establecidas según regiones geográficas de Japón. Tienen 12 comités que tratan temas como publicaciones, premios y capacitación continua.

### Publicaciones
Las publicaciones del Catálogo Unificado de Publicaciones Médicas, creado en 1931, se dividió en dos volúmenes, uno para las publicaciones nacionales y otro para las extranjeras. Se dejó de publicar en el 2008. La Asociación publica otros libros y publicaciones periódicas, como su revista oficial, el Igaku Toshokan (医学図書館?), que comenzó a publicar en 1954.